# Wa (volk)
De Wa of Va (Eigennaam: Ba rāog; Vereenvoudigd Chinees: 佤族; pinyin: Wǎzú; Birmees: ဝလူမျိုး) zijn een volk in China en Myanmar. Het volk is een van de 56 officieel erkende etnische groepen in China. De Wa spreken een gelijknamige Austroaziatische taal, die behoort tot de Noordelijke Mon-Khmer-talen.

## Leefgebied
In China leeft het volk in het zuidwesten van de provincie Yunnan. In Myanmar ligt de niet erkende Wa-staat dat het oostelijke deel van de Shan-staat omvat. In het noorden van Thailand wonen ook nog enkele Wa.
Achang · Akha · Bai · Baima · Blang (Bulong) · Bonan · Buyi · Dai · Daur · De'ang · Dong · Dongxiang · Drung · Evenken · Gaoshan (Taiwanese aboriginals) · Gelao · Gin (Vietnamezen) · Han · Hani · Hlai (Li) · Hui · Jingpo · Jino · Kazachen · Kirgiezen · Koreanen · Lahu · Lhoba · Lisu · Mantsjoes · Maonan · Miao (Hmong) · Mongolen · Monpa (Menba) · Mulam (Mulao) · Nanai (Hezhe) · Naxi · Nu · Oeigoeren · Oezbeken · Oroqen · Pumi · Qiang · Russen · Salar · She · Sui · Tadzjieken · Tataren · Tibetanen (Zang) · Tu · Tujia · Wa (Va) · Yao · Yi · Yugur · Xibe · Zhuang